# François Icard
François Icard, né le 18 janvier 1875 à Douera près d'Alger et mort en 1941 ou 1942, est un militaire et archéologue amateur français. Embrassant une carrière militaire, il s'intéresse à l'archéologie et procède pendant de longues années à des fouilles de sites archéologiques tunisiens. Il est le coinventeur du tophet de Carthage avec Paul Gielly.

## Biographie

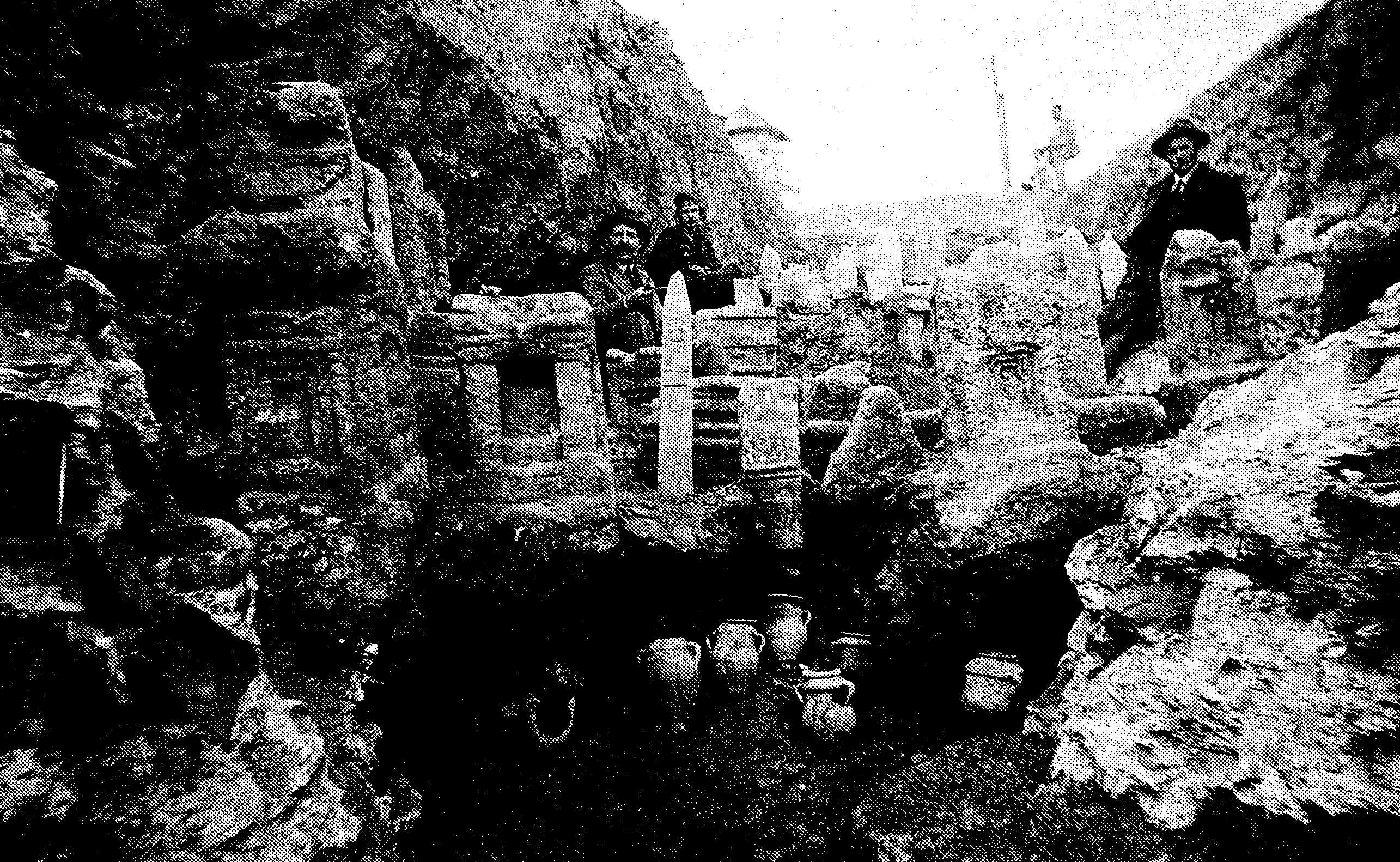
Fouilles du tophet de 1921, Icard figure peut-être sur cette photographie anonyme.

François Oscar Icard, dont le père lui-même militaire a réalisé des fouilles archéologique, arrive en Tunisie à l'âge de 19 ans. Il reste sous-officier toute sa carrière. Il acquiert seul sa formation archéologique et réalise ses travaux archéologiques sur son temps libre.
Il est affecté en 1910 au Maroc, où il fait valoir ses droits à la retraite. Il entre alors dans la police et rencontre Paul Gielly à Ferryville. Fin 1918, il est nommé à Tunis.

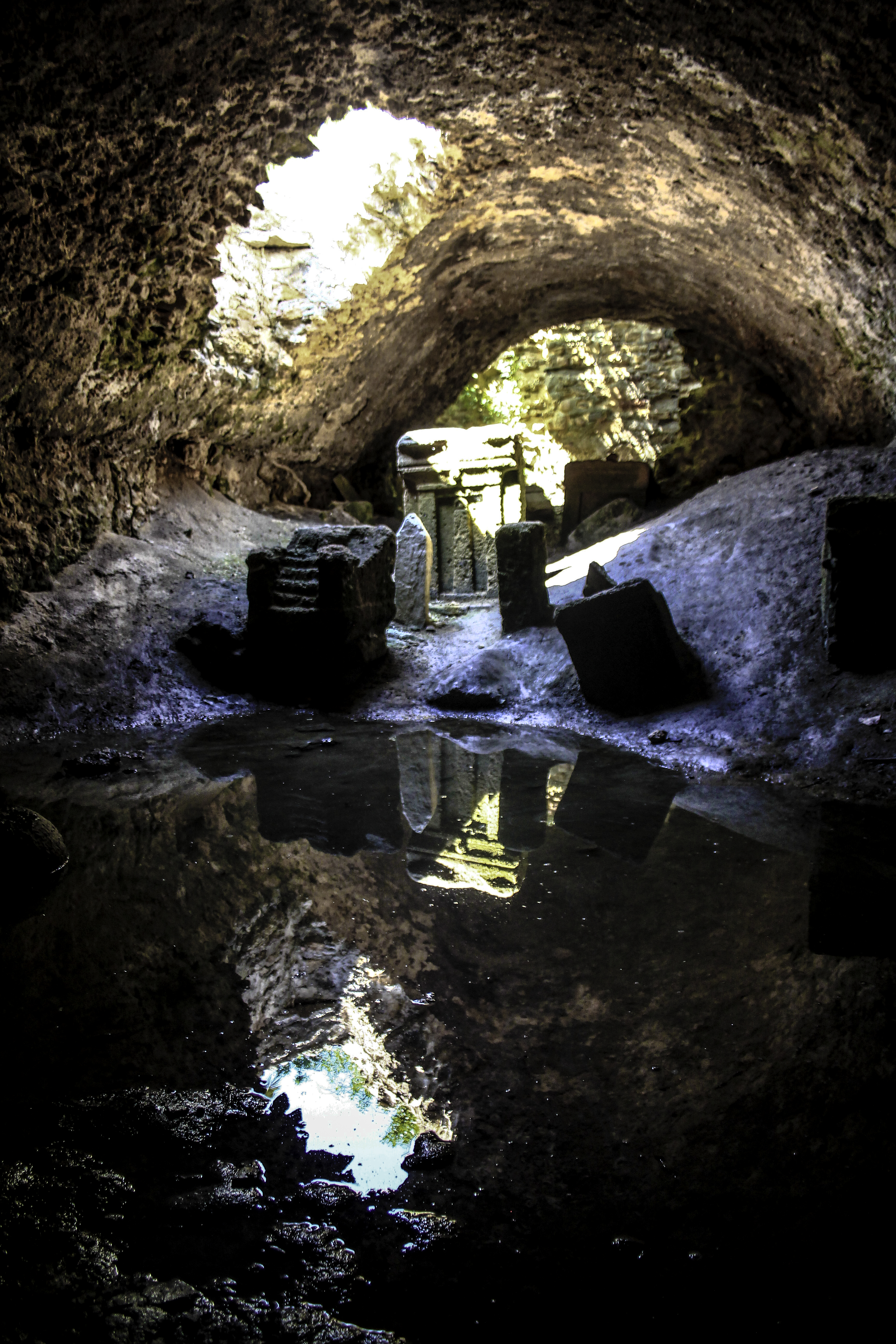
Stèles puniques situées sous des voûtes romaines au tophet de Carthage ; cette zone fait l'objet de fouilles clandestines par Icard lors du conflit avec la Direction des antiquités de Tunisie.

Il achète des stèles puniques de Carthage aux « chercheurs de pierres » et les confie pour étude à Eusèbe Vassel. Il dégage en 1921 avec son confrère Paul Gielly la fontaine aux mille amphores. En décembre 1921, il est le co-inventeur avec le même du tophet de Carthage, « découverte de leur vie » et dont ils acquièrent le terrain. La direction des fouilles leur est retirée par la Direction des antiquités de Tunisie au profit de Raymond Lantier et la discorde aboutit à un conflit ouvert non seulement scientifique mais aussi financier. Icard distribue de nombreuses urnes provenant du tophet à différents musées de 1923 à 1927. Ne pouvant obtenir d'autorisation de fouilles, il poursuit des fouilles au tophet, site laissé sans surveillance, « ouvert à tous les vents et offert à tous les pillages » et de manière illégale en 1924. Le terrain est racheté par un américain, Byron Khuk de Prorok. La même année meurt son mentor, Louis Carton.
Il publie des articles dans la Revue tunisienne et surveille autant que possible les découvertes liées à l'urbanisation de Carthage. Il donne des plombs, poids et sceaux puniques au musée du Bardo, au cabinet des médailles de la Bibliothèque nationale de France et au musée Saint-Louis de Carthage.
Il meurt en 1941 ou 1942.
Ses cahiers, témoignage de l'archéologie réalisée par des militaires portant sur la période 1900-1935, sont remis à son décès à Pierre Cintas qui les remet lui-même à Serge Lancel. Ce dernier les confie à l'Académie des inscriptions et belles-lettres en 2002, et ils sont conservés depuis au sein du cabinet du Corpus Inscriptionum Semiticarum. Les carnets témoignent entre autres des tensions entre les fouilleurs amateurs dans le sillage de Louis Carton et la direction des antiquités de Tunisie, en particulier à partir de la direction de Louis Poinssot.

## Travaux
- Téboursouk,
- Dougga[19] ;
- Sousse[20] ;
- Carthage[21],[22],[23],[24],[25],[26] ;
- Djebel Oust[27] ;
- Sidi Yahia[28] ;
- Tinja[29].